# Adamae Vaughn
Adamae Vaughn (8 de noviembre de 1905 - 11 de septiembre de 1943) fue una actriz cinematográfica estadounidense.
Nacida en Ashland, Kentucky,  era hermana de la actriz Alberta Vaughn. Adamae fue en un principio mánager y acompañante de Alberta. 
Fue elegida una de las WAMPAS Baby Stars de 1927. Trabajó en nueve películas entre 1921 y 1936. Una de ellas, Dancing Sweeties (1930), fue producida por First National Pictures y Vitaphone. Era un melodrama interpretado por Sue Carol y Grant Withers. Vaughn hacía el papel de Emma O'Neil. En septiembre de 1929 Vaughn fue miembro de una producción de Warner Bros. interpretada por hermanas actrices. Además de Adamae y Alberta, trabajaban en la misma Dolores Costello y Helene Costello, Shirley Mason, Viola Dana, Loretta Young, Sally Blane, y otras.
En mayo de 1926 se casó con Albert R. Hindman, de quien se divorció en octubre de 1927. Posteriormente, en junio de 1934, se casó con Joseph Valentine Roul Fleur D'Anvray, también conocido como Vizconde D'Anvray, natural de Anvray, Francia. Tras el matrimonio, la pareja se trasladó a vivir a Francia.
Vaughn falleció en el Hollywood Hospital de Studio City, California, en 1943.